# Fluopicolid
Fluopicolid ist eine chemische Verbindung aus der Gruppe der Benzamide, bzw. genauer der Acylpicolide. Die Verbindung wurde von Bayer CropScience entwickelt und 2006 als Fungizid eingeführt.

## Verwendung
Fluopicolid ist als Fungizid besonders wirksam gegen Eipilze (Oomycetes) wie Phytophthora infestans, Plasmopara viticola, Pythium, Bremia lactucae und Pseudoperonospora cubensis. Es wird in zahlreichen landwirtschaftlichen Kulturen eingesetzt.
Es gehört als einziger Vertreter zu der neuen Wirkstoffklasse der Spektrin-delokalisierenden Fungizide.

## Zulassung
In Deutschland, Österreich und der Schweiz sind Pflanzenschutzmittel mit Fluopicolid als Wirkstoff zugelassen. Fluopicolid wird entweder mit Fosetyl-aluminium für den Weinbau oder mit Propamocarb für den Anbau von Kartoffeln und Gemüse angeboten.